# Trocodima lenistriata
Trocodima lenistriata là một loài bướm đêm thuộc phân họ Arctiinae, họ Erebidae.